# مقاطعة برايري (مونتانا)
مقاطعة برايري (بالإنجليزية: Prairie County)‏ هي إحدى مقاطعات ولاية مونتانا في الولايات المتحدة الأمريكية.